# Liga Nacional de Baloncesto 2024
La temporada 2024 de la Liga Nacional de Baloncesto fue la decimoctava temporada de la historia de la competición dominicana de baloncesto. La temporada regular contó con 56 partidos (14 cada equipo), esta comenzó el martes 18 de junio y finalizó el domingo 28 de julio. Los playoffs iniciaron el martes 30 de julio y terminaron el miércoles 4 de septiembre, cuando los Titanes del Distrito Nacional derrotaron a los Reales de La Vega en el cuarto partido de la serie final y se convirtieron en el primer equipo en la historia en lograr una barrida, 4-0.

## Sistema de competición
La competición consta de un grupo único integrado por ocho equipos de diferentes ciudades de la República Dominicana. Siguiendo un sistema de liga, los ocho equipos se enfrentan todos contra todos en dos ocasiones, una de local y otra de visitante, sumando un total de 14 partidos por equipo en la fase regular. La clasificación se establece teniendo en cuenta los puntos obtenidos en cada enfrentamiento, a razón de dos por partido ganado y uno en caso de derrota.
Al final de la fase regular, los seis primeros clasificados avanzan a la fase de eliminación para definir los semifinalistas del torneo. Todos los resultados de la fase regular de la competición son transferidos a la fase de eliminación. Una vez allí, se continua con el sistema de liga, los seis equipos se enfrenta nueva vez todos contras todos en dos ocasiones más, sumando un total de 10 partidos por equipo en la fase eliminatoria.
Una vez concluida la fase de eliminación, los cuatro primeros de la tabla clasifican a las semifinales del torneo. Allí, los cuatro equipos se emparejaran de acuerdo con su clasificación en la fase eliminatoria y disputan unas series eliminatorias al mejor de cinco partidos (al mejor de siete en la serie final). Los primeros clasificados tienen ventaja de campo y los emparejamientos se hacen favoreciendo la clasificación previa, es decir el primero juega con el cuarto y el segundo con el tercero. El ganador de la serie final de estas eliminatorias es proclamado campeón de la LNB.

## Temporada regular

### Clasificaciones
| Pos. | Equipo                             | PJ | G | P  | %    | PD | Pts |
| ---- | ---------------------------------- | -- | - | -- | ---- | -- | --- |
| 1    | Reales de La Vega                  | 14 | 9 | 5  | .643 | -  | 23  |
| 2    | Titanes del Distrito Nacional      | 14 | 9 | 5  | .643 | -  | 23  |
| 3    | Cañeros del Este                   | 14 | 9 | 5  | .643 | -  | 23  |
| 4    | Metros de Santiago                 | 14 | 8 | 6  | .571 | 1  | 22  |
| 5    | Indios de San Francisco de Macorís | 14 | 8 | 6  | .571 | 1  | 22  |
| 6    | Marineros de Puerto Plata          | 14 | 7 | 7  | .500 | 2  | 21  |
| 7    | Leones de Santo Domingo            | 14 | 3 | 11 | .214 | 6  | 17  |
| 8    | Soles de Santo Domingo Este        | 14 | 3 | 11 | .214 | 6  | 17  |

|  | Clasificados a la fase de eliminación |

### Premios
- Jugador Más Valioso:

-  Richard Bautista, Titanes del Distrito Nacional

- Jugador Defensivo del Año:

-  Richard Bautista, Titanes del Distrito Nacional

- Sexto Hombre del Año:

-  Nazhiah Carter, Reales de La Vega

- Novato del Año:

-  Luis Martínez Ogando, Soles de Santo Domingo Este

- Dirigente del Año:

-  Daniel Maffei, Reales de La Vega

## Playoffs

### Fase de eliminación
Todos los resultados de la fase regular de la competición se transfirieron a la fase de eliminación.
| Pos. | Equipo                             | PJ | G  | P  | %    | PD | Pts |
| ---- | ---------------------------------- | -- | -- | -- | ---- | -- | --- |
| 1    | Reales de La Vega                  | 24 | 16 | 8  | .667 | -  | 40  |
| 2    | Titanes del Distrito Nacional      | 24 | 15 | 9  | .625 | 1  | 39  |
| 3    | Cañeros del Este                   | 24 | 15 | 9  | .625 | 1  | 39  |
| 4    | Metros de Santiago                 | 24 | 14 | 10 | .583 | 2  | 38  |
| 5    | Indios de San Francisco de Macorís | 23 | 12 | 11 | .522 | 4½ | 35  |
| 6    | Marineros de Puerto Plata          | 23 | 7  | 16 | .304 | 9½ | 30  |

|  | Clasificados a las semifinales |

### Cuadro
|  | Semifinales | Semifinales                        | Semifinales |                               |   | Serie Final       | Serie Final | Serie Final |  |
|  | Mejor de 5  | Mejor de 5                         | Mejor de 5  |                               |   | Mejor de 7        | Mejor de 7  | Mejor de 7  |  |
|  |             |                                    |             |                               |   |                   |             |             |  |
|  |             |                                    |             |                               |   |                   |             |             |  |
|  | 1           | Reales de La Vega                  | 3           |                               |   |                   |             |             |  |
|  | 1           | Reales de La Vega                  | 3           |                               |   |                   |             |             |  |
|  | 4           | Metros de Santiago                 | 1           |                               |   |                   |             |             |  |
|  | 4           | Metros de Santiago                 | 1           |                               | 1 | Reales de La Vega | 0           |             |  |
|  |             |                                    |             |                               | 1 | Reales de La Vega | 0           |             |  |
|  |             |                                    | 2           | Titanes del Distrito Nacional | 4 |                   |             |             |  |
|  | 2           | Titanes del Distrito Nacional      | 2           | Titanes del Distrito Nacional | 4 | 3                 |             |             |  |
|  | 2           | Titanes del Distrito Nacional      |             |                               |   | 3                 |             |             |  |
|  | 3           | Indios de San Francisco de Macorís | 0           |                               |   |                   |             |             |  |
|  | 3           | Indios de San Francisco de Macorís | 0           |                               |   |                   |             |             |  |
|  |             |                                    |             |                               |   |                   |             |             |  |

|                                                  |
|                                                  |
| Campeón Titanes del Distrito Nacional 2.º título |

| Jugador Más Valioso de la Serie Final           |
| ----------------------------------------------- |
| Richard Bautista, Titanes del Distrito Nacional |